# Бахавалпур (округ)
Бахавалпур (урду ضلع بہاول پور‎, англ. Bahawalpur District) — один из 36 округов пакистанской провинции Пенджаб. Административный центр — город Бахавалпур.

## География
Бахавалпур граничит с Индией на востоке, с округом Рахимъярхан на юге, с округами Музаффаргарх, Лодхран и Мултан на западе и с округами Вихари и Бахавалнагар на севере.

## Техсилы
Бахавалпур занимает площадь 24830 км² и разделен на пять техсилов:
- Ахмадпур-Ист
- Бахавалпур
- Хасилпур
- Хайрпур
- Язман